# Joseph Schmitt (Jurist)
Joseph Bonifatius Pius Schmitt (* 16. Juli 1908 in Fulda; † 28. November 1998 ebenda) war ein deutscher Jurist. 

## Leben
Joseph Schmitt, ältestes von fünf Kindern eines Weingroßhändlers in Fulda, studierte nach seinem Abitur 1926 Rechts- und Volkswirtschaft. Schmitt engagierte sich für den Windthorstbund, die Jugendorganisation der katholischen Zentrumspartei und war seit 1926 eines der führenden Mitglieder in Fulda. Er stand deshalb nach 1933 unter Beobachtung der Nationalsozialisten. Er war zunächst Richter am Landgericht Kassel, auf Initiative von Roland Freisler wurde er strafversetzt nach Stettin und erhielt drei Jahre Heimatverbot. Er war Soldat im Zweiten Weltkrieg und kehrte als Schwerkriegsbeschädigter zurück. 
Nach Ende des Zweiten Weltkrieges gründete er 1946 den Albertus-Magnus-Verein Fulda, einen von mehreren selbständigen Vereinen im Deutschen Albertus-Magnus-Verein (DAMV) zur  Unterstützung der akademischen katholischen Jugend. Des Weiteren gründete er 1946 die Rabanus-Gemeinde zur Erwachsenenbildung in Fulda, aus der 1957 die Katholische Akademie Rabanus Maurus der Bistümer Limburg, Mainz und Fulda hervorging. Er engagierte sich zudem für die Elternmitbestimmung in den Schulen und war 1949 als Vorsitzender des Landesschulelternbeirats in Hessen Initiator für die gesetzliche Verankerung der elterlichen Mitbestimmung.
Schmitt erhielt 1947 seine Zulassung als Rechtsanwalt, 1958 folgte die Zulassung als Notar.
Joseph Schmitt gründete 1947 das Siedlungswerk Fulda eG, ein gemeinnütziges genossenschaftliches Wohnungs- und Siedlungsunternehmen, das im Fulda der Nachkriegszeit mehr als dreitausend Wohnungen errichtete. Er war dessen Vorstandsvorsitzender von 1947 bis 1982.
Kurz nach der Gründung des Internationalen Bauordens (IBO) durch Werenfried van Straaten engagierte sich Schmitt ab 1954 für den Bauorden. Er war von 1962 bis 1980 Vorsitzender bzw. Stellvertreter des Vorstands des Internationalen Bauordens mit Sitz im belgischen Löwen.
Eine Kandidatur für die Nachfolge des Fuldaer Oberbürgermeisters Cuno Raabe 1956 scheiterte; er musste die Kandidatur an Alfred Dregger abtreten. Er war seit 1953 Mitglied der CDU und hatte Platz 27 von 51 der hessischen CDU inne. 
Als Vorsitzender des Lokalkomitees war Schmitt maßgeblich verantwortlich für die Planung des 76. Deutschen Katholikentages 1954 in Fulda.
1953 wurde er von Kardinal-Großmeister Nicola Kardinal Canali zum Ritter des Ritterordens vom Heiligen Grab zu Jerusalem ernannt und am 8. Dezember 1953 in Kölner Dom durch Lorenz Jaeger, Großprior der deutschen Statthalterei, investiert. Er war erster Leitender Komtur der neuen Komturei Rabanus-Maurus in Fulda. 
1961 wurde Schmitt Mitgesellschafter des Druck- und Verlagshauses Parzeller und war über dreißig Jahre Vorsitzender des Gesellschafterausschusses.
Er war Mitglied der katholischen Studentenverbindungen K.St.V. Südmark München und K.St.V. Semnonia Berlin im KV.

## Ehrungen
- Großes Verdienstkreuz des Verdienstordens der Bundesrepublik Deutschland
- Namensgeber des Joseph-Schmitt-Preis des Internationalen Bauordens (2005)